# Asiatisches Fernstraßen-Projekt

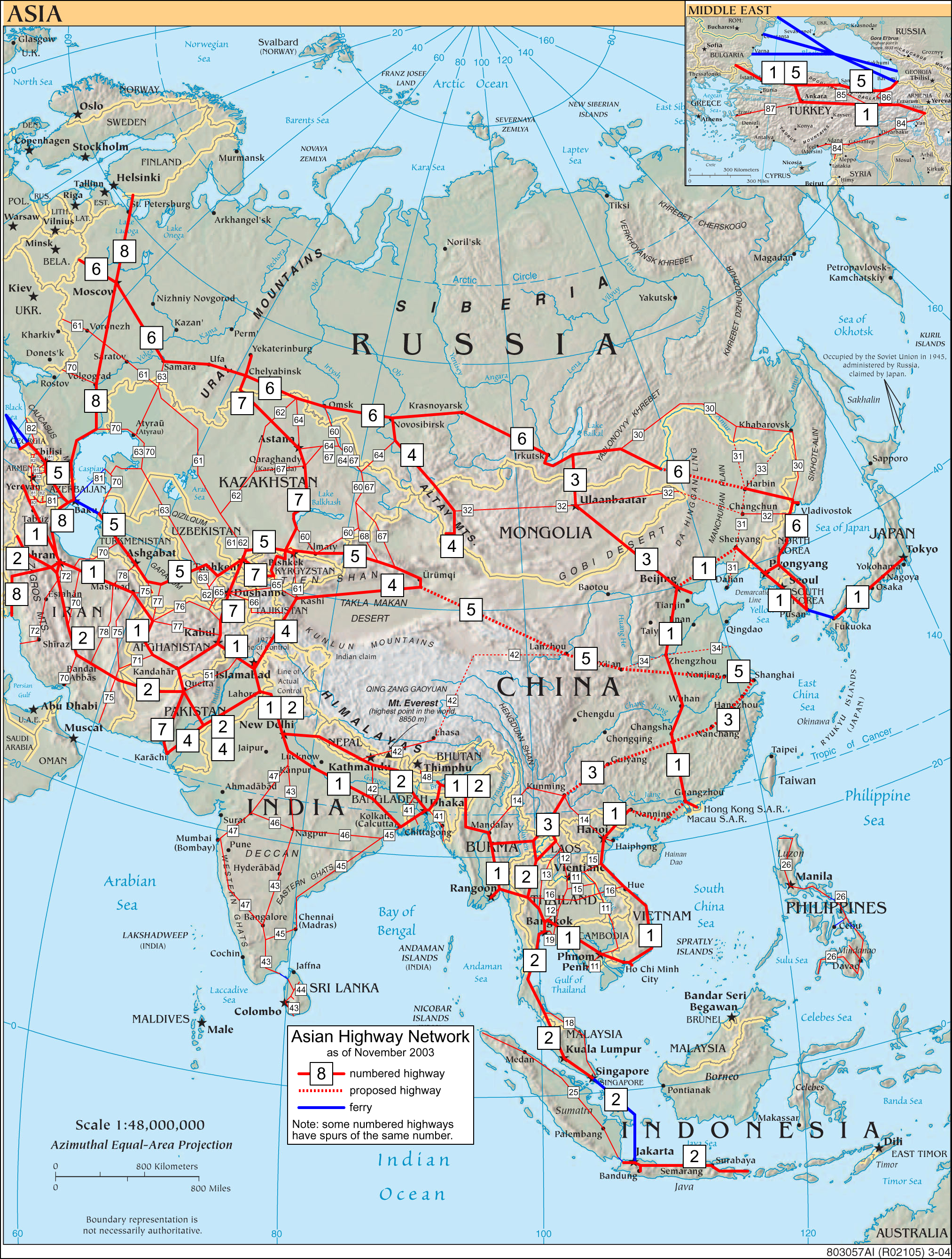
Karte der Fernstraßen

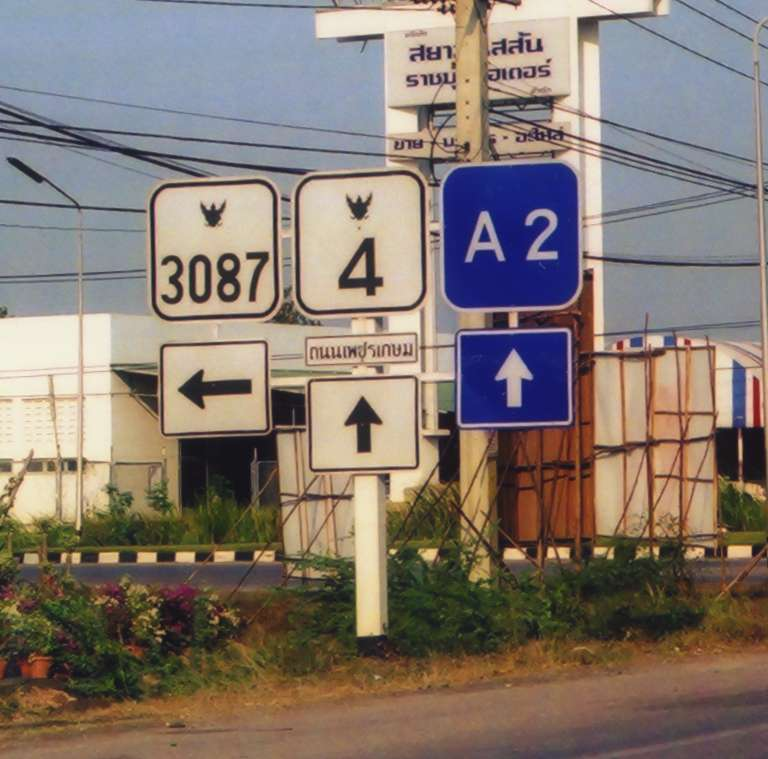
AH 2-Beschilderung in der Nähe von Ratchaburi, Thailand

Das Asiatische Fernstraßen-Projekt (englisch Asian Highway Project (AH)) ist ein kooperatives Projekt zwischen den 32 asiatischen Staaten und den Vereinten Nationen (ESCAP), um das asiatische Fernstraßennetz zu erweitern.

## Allgemeines
Das Asiatische Fernstraßen-Projekt ist eine der drei Säulen des Asian Land Transport Infrastructure Development (ALTID)-Projekts (Projekt für die asiatische Überlandtransportinfrastruktur), welches von der ESCAP-Kommission während ihrer 48. Sitzung im Jahre 1992 unterschrieben wurde.
Die drei Säulen sind:
- Das Asiatische Fernstraßenprojekt
- Die Transasiatische Bahnverbindung
- Die Förderung von Überlandtransportprojekten

## Geschichte
Das AH-Projekt wurde 1959 von den Vereinten Nationen ins Leben gerufen mit dem Ziel, die Entwicklung des internationalen Straßenverkehrsnetzwerkes in Asien zu fördern.
Während der ersten Phase des Projektes von 1960 bis 1970 wurden dabei beträchtliche Fortschritte gemacht. Als jedoch 1975 die finanzielle Förderung gestoppt wurde, verlangsamte sich die Entwicklung.
ESCAP führte verschiedene Projekte mit den AH-Mitgliedern aus, nachdem ALTID 1992 unterschrieben wurde.
Dem Intergovernmental Agreement on the Asian Highway Network (IGA) wurde am 18. November 2003 im Intergovernmental Meeting zugestimmt. Das IGA schließt Anhang I mit ein, der 55 verschiedene AH-Strecken mit einer Gesamtlänge von ca. 140.000 km innerhalb der 32 Mitgliederstaaten benennt, sowie Anhang II, dem Katalog Classification and Design Standards (Klassifizierungs- und Designnormen). Während des 60. Treffens der ESCAP in Shanghai (Volksrepublik China) im April 2004 wurde der IGA-Vertrag von 23 Staaten unterschrieben.
Für die Route der AH 1 wurde dabei eine Strecke von Tokio bis nach Istanbul vorgeschlagen. Diese würde dabei sowohl durch Nordkorea als auch Südkorea, China und andere Länder im Südwesten und Süden Asiens sowie Zentralasiens führen. Die Strecke soll die Handelsbeziehungen zwischen den ostasiatischen Staaten (vor allem zu Indien und China) intensivieren.
Um die Strecke zu erweitern, sollen bestehende Straßen erweitert und neue Streckenabschnitte errichtet werden.
Inzwischen wurden 26 Milliarden US-Dollar in die Verbesserung bereits bestehender Straßenabschnitte investiert. Nach wie vor fehlen jedoch 18 Milliarden US-Dollar zur Finanzierung des Projektes.

## Beschilderung
In den Projektdokumenten wird eine einheitliche Bezeichnung der Fernstraßen vorgeschlagen – sie beginnen mit den Buchstaben „AH“ (für „Asian Highway“) gefolgt von ein, zwei oder drei Ziffern. Die Buchstaben und Ziffern verwenden westliche Schriftzeichen mit dem lateinischen Alphabet und arabischen Zahlen. Ähnlich der Auszeichnung der Europastraßen können die Bezeichnungen zusätzlich in bestehende Schilder integriert werden. Fernstraßen mit einer Ziffer durchziehen Asien in voller Größe, während die Straßen mit drei Ziffern sich auf regionale Verbindungen beschränken (außer AH123) – Fernstraßen mit zwei Ziffern sind längere regionale Fernstraßen, die teils auch Staatengrenzen kreuzen.
Ein einheitliches Design der Schilder wurde nicht festgelegt, die Schrift soll in weiß oder schwarz gehalten werden, jedoch sind Farbe, Form und Größe des Schildes vollkommen freigestellt. Die meisten Beispiele zeigen ein rechteckiges blaues Schild mit weißer Schrift (der deutschen Autobahnbeschilderung ähnlich), andere Beispiele zeigen weiß auf grün und schwarz auf weißem rechteckigen Schild.

## Straßensystem
Straßen mit einstelligen Zahlen ziehen sich über den ganzen Kontinent:
| Nummer | Länge     | Streckenführung | Ausbaustatus |
| ------ | --------- | --- | ------------ |
| AH1    | 20.557 km | Tokio, Japan zum Grenzgebiet zwischen der Türkei und Bulgarien (zusammen mit AH5) |              |
| AH2    | 13.177 km | Denpasar, Indonesien nach Khosravi, Iran (Grenze Irak) |              |
| AH3    | 7.331 km  | Ulan-Ude, Russland (per AH6) nach Tanggu, Volksrepublik China; und Shanghai, China (per AH5) über Laos nach Chiang Rai, Thailand oder Keng Tung, Myanmar (alternative Strecke)(beide Strecken enden an der AH2) |              |
| AH4    | 6.024 km  | Nowosibirsk, Russland (per AH6) nach Yarantai, Mongolei; und Ürümqi, China (per AH5) nach Karatschi, Pakistan (per AH7)                                                                                         |              |
| AH5    | 10.380 km | Shanghai, China (per AH3) zum Grenzgebiet zwischen der Türkei und Bulgarien (zusammen mit AH1) |              |
| AH6    | 10.533 km | Busan, Südkorea (per AH1) zur Grenze zwischen Russland und Belarus (größtenteils identisch mit der Transkontinentalen)                                                                                          |              |
| AH7    | 5.868 km  | Jekaterinburg, Russland nach Karatschi, Pakistan (per AH4) |              |
| AH8    | 4.718 km  | Grenzgebiet zwischen Russland und Finnland nach Bandar Emam, Iran |              |

Straßen mit den Nummern 10–29 und 100–299 gehören zu Südostasien:
| Nummer | Länge    | Streckenführung                                                                                                | Ausbaustatus                              |
| ------ | -------- | --- | ----------------------------------------- |
| AH11   | 1.588 km | Vientiane, Laos (per AH12) nach Sihanoukville, Kambodscha                                                      |                                           |
| AH12   | 1.195 km | Nateuy, Laos (per AH3) über Erste Thailändisch-Laotische Freundschaftsbrücke nach Hin Kong, Thailand (per AH1) | vollständig fertiggestellt                |
| AH13   | 730 km   | Oudomxai, Laos (per AH12) nach Nakhon Sawan, Thailand (per AH1/AH2)                                            |                                           |
| AH14   | 2.077 km | Hai Phong, Vietnam nach Mandalay, Myanmar (per AH1/AH2)                                                        |                                           |
| AH15   | 534 km   | Ba Đồn, Vietnam (per AH1) nach Udon Thani, Thailand (per AH12)                                                 |                                           |
| AH16   | 1.032 km | Đông Hà, Vietnam (per AH1) nach Tak, Thailand (per AH1/AH2)                                                    |                                           |
| AH18   | 1.042 km | Hat Yai, Thailand (per AH2) nach Johor Bahru, Malaysia                                                         |                                           |
| AH19   | 459 km   | Nakhon Ratchasima, Thailand (per AH12) nach Bangkok, Thailand (per AH2)                                        | über Kabin Buri – Laem Chabang – Chonburi |
| AH25   | 2.549 km | Banda Aceh, Indonesien nach Merak, Indonesien (per AH2)                                                        |                                           |
| AH26   | 3.517 km | Die Pan-Philippinische Straße von Laoag City auf Luzón im Norden nach Zamboanga City auf Mindanao im Süden     |                                           |

Straßen mit den Nummern 30–39 und 300–399 gehören zu Ostasien und Nordostasien:
| Nummer | Länge    | Streckenführung                                                | Ausbaustatus |
| ------ | -------- | -------------------------------------------------------------- | ------------ |
| AH30   | 2.739 km | Ussurijsk, Russland (per AH6) nach Tschita, Russland (per AH6) |              |
| AH31   | 1.595 km | Belogorsk, Russland (per AH30) nach Dalian, China              |              |
| AH32   | 3.748 km | Sonbong, Nordkorea (per AH6) nach Chowd, Mongolei (per AH4)    |              |
| AH33   | 575 km   | Harbin, China (per AH6/AH31) nach Tongjiang, China             |              |
| AH34   | 1.033 km | Lianyungang, China nach Xi’an, China (per AH5)                 |              |

Straßen mit den Nummern 40–59 und 400–599 gehören zu Südasien:
| Nummer | Länge    | Streckenführung                                                   | Ausbaustatus |
| ------ | -------- | ----------------------------------------------------------------- | ------------ |
| AH41   | 948 km   | Grenze zwischen Myanmar und Bangladesch nach Mongla, Bangladesch  |              |
| AH42   | 3.754 km | Lanzhou, China (per AH5) nach Barhi, Indien (per AH1)             |              |
| AH43   | 3.024 km | Agra, Indien (per AH1) nach Matara, Sri Lanka                     |              |
| AH44   | 107 km   | Dambulla, Sri Lanka (per AH43) nach Trincomalee, Sri Lanka        |              |
| AH45   | 2.030 km | Kolkata, Indien (per AH1) nach Bengaluru, Indien (per AH43/AH47)  |              |
| AH46   | 1.513 km | Kharagpur, Indien (per AH45) nach Dhule, Indien (per AH47)        |              |
| AH47   | 2.057 km | Gwalior, Indien (per AH43) nach Bengaluru, Indien (per AH43/AH45) |              |
| AH48   | 1 km     | Phuentsholing, Bhutan zur Grenze zwischen Bhutan und Indien       |              |
| AH51   | 862 km   | Peschawar, Pakistan (per AH1) nach Quetta, Pakistan (per AH2/AH7) |              |

Straßen mit den Nummern 60–89 und 600–899 gehören zu Nordasien, Zentralasien und Südwestasien:
| Nummer | Länge    | Streckenführung                                                                   | Ausbaustatus |
| ------ | -------- | --------------------------------------------------------------------------------- | ------------ |
| AH60   | 2.151 km | Omsk, Russland (per AH6) nach Burubaital, Kasachstan (per AH7)                    |              |
| AH61   | 4.158 km | Kaschgar, China (per AH4/AH65) zur Grenze zwischen Russland und Ukraine           |              |
| AH62   | 2.722 km | Petropawl, Kasachstan (per AH6/AH64) nach Masar-e Scharif, Afghanistan (per AH76) |              |
| AH63   | 2.434 km | Samara, Russland (per AH6) nach Guzar, Usbekistan (per AH62)                      |              |
| AH64   | 1.666 km | Barnaul, Russland (per AH4) nach Petropawlowsk, Russland (per AH6/AH62)           |              |
| AH65   | 1.250 km | Kaschgar, China (per AH4/AH61) nach Termez, Usbekistan (per AH62)                 |              |
| AH66   | 995 km   | Grenze zwischen China und Tadschikistan nach Duschanbe, Tadschikistan             |              |
| AH67   | 2.288 km | Kuitun, China (per AH5) nach Schesqasghan, Kasachstan (per AH62)                  |              |
| AH68   | 278 km   | Jinghe, China (per AH5) nach Üscharal, Kasachstan (per AH60)                      |              |
| AH70   | 4.832 km | Grenze zwischen Ukraine und Russland nach Bandar Abbas, Iran                      |              |
| AH71   | 426 km   | Dilaram, Afghanistan (per AH1) nach Daschtak, Iran (per AH75)                     |              |
| AH72   | 1.147 km | Teheran, Iran (per AH1/AH2/AH8) nach Buschehr, Iran                               |              |
| AH75   | 1.871 km | Tejen, Turkmenistan (per AH5) nach Tschahbahar, Iran                              |              |
| AH76   | 986 km   | Pol-e Chomri, Afghanistan (per AH7) nach Herat, Afghanistan (per AH1/AH77)        |              |
| AH77   | 1.298 km | Djbulsarcj, Afghanistan (per AH7) nach Mary, Turkmenistan (per AH5)               |              |
| AH78   | 1.076 km | Aşgabat, Turkmenistan (per AH5) nach Kerman, Iran (per AH2)                       |              |
| AH81   | 1.143 km | Larsi, Georgien nach Aktau, Kasachstan (per AH70)                                 |              |
| AH82   | 1.261 km | Grenze zwischen Russland und Georgien nach Iveoqlu, Iran (per AH1)                |              |
| AH83   | 172 km   | Qazax, Aserbaidschan (per AH5) nach Jerewan, Armenien (per AH81/AH82)             |              |
| AH84   | 1.188 km | Doğubeyazıt, Türkei (per AH1) nach İçel, Türkei                                   |              |
| AH85   | 338 km   | Refahiye, Türkei (per AH1) nach Merzifon, Türkei (per AH5)                        |              |
| AH86   | 247 km   | Aşkale, Türkei (per AH1) nach Trabzon, Türkei (per AH5)                           |              |
| AH87   | 606 km   | Ankara, Türkei (per AH1) nach İzmir, Türkei                                       |              |

## Länge des Streckennetzes innerhalb der einzelnen Staaten
Das geplante Netz verläuft auf einer Gesamtstrecke von 140.479 km.
| - Afghanistan, 4.247 km - Armenien, 958 km - Aserbaidschan, 1.442 km - Bangladesch, 1.804 km - Bhutan, 1 km - Volksrepublik China, 25.579 km - Georgien, 1.154 km - Indien, 11.432 km - Indonesien, 3.989 km - Iran, 11.152 km - Japan, 1.200 km - Kambodscha, 1.339 km - Kasachstan, 13.189 km - Kirgisistan, 1.695 km - Laos, 2.297 km - Malaysia, 1.595 km | - Mongolei, 4.286 km - Myanmar, 3.003 km - Nepal, 1.321 km - Nordkorea, 1.320 km - Pakistan, 5.377 km - Philippinen, 3.517 km - Russland, 16.869 km - Singapur, 19 km - Sri Lanka, 650 km - Südkorea, 907 km - Tadschikistan, 1.925 km - Thailand, 5.499 km, siehe: Asian Highways in Thailand - Türkei, 5.254 km - Turkmenistan, 2.204 km - Usbekistan, 2.966 km - Vietnam, 2.678 km |